# Cuina regional

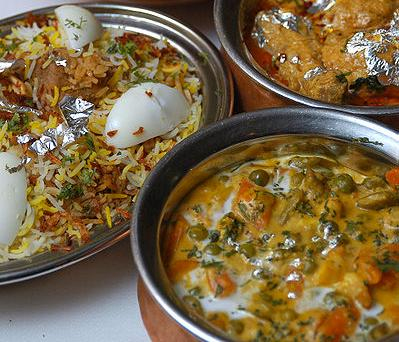
Hyderabadi Biryani és un plat indi de carn i arròs.

La cuina regional és la cuina característica de regions nacionals, estatals o locals. Les cuines regionals poden variar segons la disponibilitat i el comerç d'aliments, els climes variats, les tradicions i pràctiques de cocció i les diferències culturals. Una definició habitual es basa en la cuina tradicional: "Una cuina tradicional és una tradició coherent de preparació d'aliments que sorgeix de la vida quotidiana i de les cuines d'un poble durant un període prolongat en una regió específica d'un país o un país específic, i que, quan es localitza, té notables diferències amb la cuina del país en general." Les tradicions, costums i ingredients regionals en la preparació d'aliments es combinen sovint per crear plats únics en una determinada regió. Les cuines regionals s'anomenen sovint amb les àrees geogràfiques o regions d'on provenen, com per exemple la cuina mediterrània.